# Balassa László (fotóművész)
Balassa László (Budapest, 1977. április 22. – Budapest, 2019. július 25.) Spanyolországba emigrált magyar fotóművész, civilaktivista, illetve alapítványi karitatív fotós projektek, workshopok résztvevője és szervezője, amatőr zeneszerző. A Magyar Fotóművészek Szövetsége és a Keystone Press Agency tagja, a National Geographic munkatársa.

## Élete
Balassa László Budapesten, a IX. kerületben született. Gyermekkora meghatározó volt számára, ami kihatással volt későbbi látásmódjára, képi világára. Édesapja korán elhagyta a családot – apai nagyapja baszk származású zenész volt –, édesanyja pedig nagyszülei gondjaira bízta őt, akik a munka szeretetére nevelték. Tanulmányait a Lenhossék utcai általános iskolában kezdte. Művészi tehetségét hamar felfedezték, és zenei középiskolába íratták. Billentyűs szakon tanult évekig. Saját kérésére később abbahagyta zenei képzését, de felnőtt korában is komponált. Tizenhat évesen veszítette el édesanyját, pár évvel később nagyszüleit is.
Szeretett olvasni, sokáig író szeretett volna lenni. Hosszabb-rövidebb írásait elsősorban magyarul publikálta. A fotózás felnőtt fejjel „találta meg” a 2000-es évek elején. Hamarosan felkérésre a szépségkirálynő-válogatást fotózta.
2004-ben feleségével végiggyalogolt a Camino de Santiago de Compostela, magyarul Szent Jakab-út elnevezésű, 850 km hosszú zarándokúton. Itt sok minden megváltozott benne, és 27 évesen úgy döntött, ott szeretne élni. 2005 óta Katalónia Lloret de Mar városában élt és alkotott. Az identitás is fontos volt számára.

## Fotográfia
Balassa László Magyarországon kezdett el előbb még autodidakta módon fotózni, majd ösztöndíjasként a Barcelonai Egyetem nagy múltú képzőművészeti fakultásán (Universitat de Barcelona Facultad de Bellas Artes) folytatta tanulmányait. Mestere: Alfonso De Castro, az egyetem fotográfiatanára.
Témái szerteágazóak, portré- és tájképei komor, hideg hangulatúak. Képeinek saját karizmájuk van. Munkáiban a dekompozíció rendszeresen visszatérő elem. Nagy hatást gyakorolt rá Joel-Peter Witkin, Alessandro Bavari, Sally Mann, Andres Serrano. Nem dokumentálni vagy megörökíteni akar elsősorban, hanem önmagán keresztül mutatni meg a dolgokat. „A ki nem mondható érdekel, a szó, amire senki sem emlékszik, a táj, amit senki sem látott még, a pillantás, ami sosem történt meg” – mondta saját művészetéről egy 2012-es interjúban.
Korai munkái megrázóak, sokszor horrorisztikus elemekkel tarkítottak. Emiatt eleinte sok kritika érte. Évek múlásával képei letisztultak, de megőrzik nyomasztó hangulatukat. Klasszikus és digitális fotográfiával is foglalkozik. Legkedvesebb gépe a Rolleiflex TLR, a mitikus készülékek közé tartozik.
Több sorozatot is készített. "Magyar" című sorozatában például magyarországi művészekkel, közéleti személyekkel dolgozott együtt, melyet később Spanyolországban kibővített katalán emberekkel – az első modellje Carme Ruscalleda, a Sant Pau étterem séfje volt. Az "Álmodók" elnevezésű dokumentarista jellegű művészi fotósorozata pedig a patológiai intézetben készült.
2015 áprilisában szervezett először workshopot Magyarországon (rövidítve: BWS), melyen gyakorlati és elméleti oktatáson vehettek részt az érdeklődők. Ezen előadást tartott Baksai József grafikusművész és Vékás Magdolna fotóművész is. A több mint ötszáz jelentkezőből a hely- és időkeretek miatt kétszázhúsz embert tudtak fogadni a helyszíneken. A kurzus regisztrációval, teljesen ingyenes volt. A részvevők közül egy szűkebb csoportnak MasterClass néven 2016. március közepén tartott először egy külön spanyolországi workshopot, akik műveikből már áprilisban egy közös kiállítás is nyílt a budapesti Artbázis Galériában. A Balassa Workshop 2016-ban is folytatódott még hasonló feltételekkel. Az előadók ezúttal Baksai József (kompozíció), Mucsy Szilvia (képelemzések), Vékás Magdolna (fotóeljárások), Szeklencei Tamás (nyomdai eljárások), Lantos László („Dada és Fluxus”) és Balassa László („nyitott ajtók, zárt terek”) voltak. A BWS mint szabadegyetem 2017-ben is, bár már részvételi díj ellenében, de Budapest mellett már Szegeden is elindult.
Tagja volt a Magyar Fotóművészek Szövetségének, és – 2015-ben egyedüli magyarként – a Keystone AG svájci fotóügynökségnek.

„Csikós Gábor újságíró-fotóriporter: Balassa fényképei nem tolakodóak, szépen simulnak a retinánkra, mint a gép filmjére, gépmemóriájába és elhelyezkednek az agyunkban, elfoglalják a helyüket. Újra elő tudnak jönni bármikor és nem is veszed észre, hogy egy sznobéria mentes, hivalkodásmentes világba kerülsz. Csók a múltnak a karcos, foltos retrotechnika és ölelés a mai barátoknak, modelleknek a portrékon. Ha nézem ezt a világot, a Balassa félét, zavar a szó, hogy művészet, hallom a csikorgó, zakatoló gépezetet, járok az összetört üvegdarabokon és tovább aprítom, taposom azokat. Mert a tévériporter portréját látom, a szeme le van csukva, egy másikon nevet. A ma kezdő nagyapa korba lépők forradalmár festője és zenésze, kutyája tekintetét keresi. A tenger habos hullámokon fárad meg a parton. A Londoni metróállomáson egy nő áll, nyugodtan. Gyönyörűen izgató világ ez, menjünk bele”

– [forrás?] 

Mik vannak a Balassa szivibe? Fekete-fehérség, csöndek. Tengerzúgás, sirályvijjogás. Egy elhanyagolt londoni temető csöndje.

Szabadúszó profi fotósként a magyarországi National Geographic-nak is dolgozott.

## Publikációk
- Digitális fotó magazin (Magyarország)
- La Costa (Spanyolország)
- Digital Foto Magazin (Spanyolország)
- 2000 Kortárs Művészeti Folyóirat (2010. október, Magyarország)
- Super Digital Foto Magazin (2011, Spanyolország)
- Fotóművészet Magazin (2012. március 12., Magyarország)

## Kiállítások
- Leap Year Photographs/Memoria Bisiestas (2012 Huesca)
- 11. Nemzetközi Magyar Fotóművészeti kiállítás (2011-2012)
- Blanes, Girona, Barcelona: Maltract dona (2009)
- Arte la Boda: Lloret de Mar (2008)
- Palau Robert (2007 Barcelona)
- Espai Maria (2007 Ajuntamiento de Lloret de Mar)
- El pla dels encants (2006 Calella)
- Spinoza Étterem és Galéria: Dreal (2006 Budapest)
- Dési Huber István Művelődési Ház: Fény a sötétségből (2004 Budapest)

## Díjai
- 36. Magyar Sajtófotó Pályázat, Társadalomábrázolás, dokumentarista fotográfia (egyedi) kategória első helyezés (Csend, 2018)[17]